# Um Krone und Peitsche
Um Krone und Peitsche ist ein deutsches Stummfilm- und Zirkusmelodram aus dem Jahr 1919 von und mit Fern Andra. Der Film entstand nach der literarischen Vorlage von Jean Kolzer.

## Handlung
Fern Andra spielt eine Zirkusreiterin, die mit Leib und Seele Artistin ist. Eines Tages lernt sie den Grafen von Wallenberg kennen und beide verlieben sich ineinander. Als er zum Majoratsherrn aufgestiegen ist, hält Egon um ihre Hand an. Sie nimmt seinen Antrag an und beide heiraten. Die lebensfrohe, freigeistige und um kein offenes Wort verlegene Zirkusreiterin ist der hochherrschaftlichen Mutter ihres gräflichen Gatten bald ein Dorn im Auge. Die Alte beginnt gegen sie zu intrigieren.
Bald haben ihre Ränkespiele Erfolg. Während Gatte Egon wegen eines unerlaubten Duells in einer Festung einsitzt, verlässt sie ihn. Die junge Frau kehrt zum Zirkus zurück und nimmt ihren alten Beruf wieder auf. Wieder daheim, ist Egon zutiefst betrübt, dass ihn seine Frau verlassen hat. Seine Mutter, die einst den Anlass zum Bruch der beiden gab, beschließt daraufhin, Egon und seine Zirkusprinzessin wieder zusammenzuführen.

## Produktionsnotizen
Der in der zweiten Jahreshälfte 1918 gedrehte und mit Jugendverbot belegte Film hat eine Länge von 2245 Metern auf sechs Akten und wurde in Deutschland erstmals im Januar 1919 im Berliner Marmorhaus gezeigt.
Gelegentlich wird der Film auch unter dem reißerischen Titel Der Todessprung geführt.

## Kritik
In Paimann’s Filmlisten ist zu lesen: „Stoff, Spiel und die Zirkusszenen ausgezeichnet. Photos und Szenerie sehr gut. (Ein Schlager).“